# 正司政夫
正司 政夫（しょうじ まさお、1946年 - ）は、日本の医師。石川県珠洲市総合病院元院長。医学博士。

## 来歴・人物
- 1946年（昭和21年）長野県生まれ。
- 1962年（昭和37年）長野県松本県ヶ丘高等学校卒業[1]。
- 1969年（昭和44年）金沢大学医学部卒業[2]。金沢大学医学部第2外科（水上哲次教室[3]）では、胃癌に関する基礎的臨床研究を行う。
- 1977年（昭和52年）金沢大学より医学博士の学位を授与された[4]。金沢大学医学部附属病院を経て、国民健康保険珠洲市総合病院（現在の珠洲市総合病院）へ赴任。
- 2008年（平成20年）より珠洲市総合病院院長を務めた[5]。
- 2010年（平成22年）石川県知事表彰[6]。
- 2014年（平成26年）より公益財団法人石川県成人病予防センター理事を務める[7]。

## 所属学会
- 日本消化器外科学会

## 著書・論文
- 正司政夫「エンドトキシンショックにおけるエネルギー代謝の研究 : ことに糖質補給について」金沢大学 医学博士, 乙第493号、1977年、NAID 500000301938。
  - 正司政夫「エンドトキシンショックにおけるエネルギー代謝の研究 : ことに糖質補給について」『金沢大学十全医学会雑誌』第86巻第2-3号、220-231頁。
- 正司政夫「高度直腸脱に対する外科的治療の検討」『手術』第30巻第7号、金原出版、1976年7月、675-680頁、ISSN 00374423、NAID 40001738155。 (要購読契約)
- 南昌秀, 素谷宏, 中泉治雄, 上田博, 魚谷知佳, 奥村義治, 亀田正三, 北村徳治, 小森和俊, 正司政夫, 高橋一郎, 安本和生, 村俊成「集検発見早期胃がん遡り読影による異常所見指摘可能例の検討」『日本消化器がん検診学会雑誌』第51巻第6号、日本消化器がん検診学会、2013年、661-666頁、doi:10.11404/jsgcs.51.661。